# Inmigración bangladesí en Canadá
La inmigración bangladesí en Canadá se refiere a personas de Bangladés que emigran a Canadá, generalmente en busca de mejores oportunidades y mejor calidad de vida. Hacia 2006 había un número estimado de 24.595 personas con origen en Bangladés viviendo en Canadá, sobre todo en provincias como Ontario, Columbia Británica, Quebec y Alberta. Viven en ciudades como Toronto, Vancouver, Montreal, Calgary, Edmonton, y Ottawa. Para el año 2011, la cifra aumentó a 34.205 personas.
De acuerdo a cifras no oficiales, en 2016 la comunidad bangladesí en Canadá, incluyendo a aquellos nacidos en Bangladés, y a sus descendientes, rondaría entre las 50.000 y 100.000 personas, convirtiéndola en una de las comunidades bangladesíes más grandes en el extranjero.

## Demografía
El número oficial de los canadienses de origen bangladesí a partir de 2006 es de tan solo 24.600. 

### Por provincia/territorio
De acuerdo con Statistics Canada, la población de canadienses de origen bangladesí según lo determinado por el censo de 2006, en las 10 provincias y 3 territorios canadienses fue:
| Provincia o Territorio    | Bangladesíes |
| ------------------------- | ------------ |
| Ontario                   | 16 145       |
| Quebec                    | 6 095        |
| Alberta                   | 1 220        |
| Columbia Británica        | 845          |
| Manitoba                  | 115          |
| Nueva Escocia             | 70           |
| Terranova y Labrador      | 65           |
| Saskatchewan              | 30           |
| Nuevo Brunswick           | 15           |
| Territorios del Noroeste  | 0            |
| Yukón                     | 0            |
| Isla del Príncipe Eduardo | 4            |
| Nunavut                   | 0            |
| Canadá                    | 24 600       |

### Por ciudad
Las ciudades canadienses con mayor población bangladesí:
| Ciudad    | Provincia/Territorio | Bangladesíes |
| --------- | -------------------- | ------------ |
| Toronto   | Ontario              | 13 020       |
| Montreal  | Quebec               | 5 975        |
| Ottawa    | Ontario              | 1 300        |
| Calgary   | Alberta              | 800          |
| Vancouver | Columbia Británica   | 780          |
| Hamilton  | Ontario              | 655          |
| Windsor   | Ontario              | 355          |
| Edmonton  | Alberta              | 335          |
| London    | Ontario              | 190          |
| Oshawa    | Ontario              | 160          |